# Discours sur l'état de l'Union de décembre 1790
Le discours sur l'état de l'Union de décembre 1790 a été prononcé par le président américain George Washington devant le 1er congrès des États-Unis le 8 décembre 1790. Le discours suit le premier discours sur l'état de l'Union, prononcé seulement 11 mois auparavant.

## Discours

### Préparation
Un jour avant la date prévue du discours, un comité comprenant quelques représentants et quelques sénateurs a informé Washington que le nombre requis de membres du Congrès afin de réunir celui-ci avait été atteint. Ce même comité a rapporté que « le Président était ravi de dire qu'il assisterait [à la session du Congrès] dans la salle de réunion du Sénat demain, afin de communiquer [un message] aux deux chambres du Congrès »,.

### Contenu du discours
Dans son discours, George Washington a de nouveau loué la croissance importante des États-Unis qui'il impute notamment aux marchands américains. Celui-ci annonce également que les États-Unis ont contracté un prêt de 3 millions de florins auprès des Provinces-Unies.
Washington a également fait référence à la situation du Kentucky, qui faisait alors partie de l'état de Virginie et qui demandait alors à devenir un état à part entière, processus auquel Washington a donné son aval.
Washington a longuement abordé la situation de l'Ohio, qui faisait alors l'objet de multiples pillages de la part de tribus amérindiennes occupant le Wabash, ayant occasionés la mort de plusieurs citoyens américains. À ce sujet, Washington affirme :

« Ces provocations aggravées ont rendu essentiel pour la sécurité des colonies de l'Ouest que les agresseurs soient conscients que le gouvernement de l'Union n'est pas moins capables de punir leurs crimes qu'il est disposé à respecter leurs droits et à récompenser leurs attachements. »

Enfin, Washington a fait référence à la situation géopolitique en Europe, dont il dit que « [bien qu'elle] nous rend reconnaissants de la paix et de la securité dont jouissent les États-Unis, [elle] nous rappelle également l'ardeur avec laquelle il nous incombe de les préserver ». Il appelle également, afin de protéger la paix et les intérêts commerciaux des États-Unis dans la Méditerranée, à la formation d'une milice, et pousse le Congrès à agir à ce sujet.
Le président termine son discours en saluant tour à tour le Sénat et la Chambre des représentants, en souhaitant que le Congrès et le gouvernement coopèrent afin d'améliorer la vie des citoyens américains.

## Réponse du Congrès
Les deux chambres du Congrès ont toutes deux formellement répondu à Washington le 13 décembre, soit cinq jours après la tenue du discours.